# Roche-en-Régnier

Roche-en-Régnier este o comună în departamentul Haute-Loire, Franța. În 2009 avea o populație de 488 de locuitori.